# Topit
| Recensione | Giudizio |
| ---------- | -------- |
| InterMedia | 7/10     |

Topit (in russo Топит?) è un singolo della cantante russa Anna Asti, pubblicato il 25 ottobre 2024.

## Promozione
Anna Asti ha eseguito il brano subito dopo la sua uscita durante le trasmissioni delle emittenti radiofoniche Novoe Radio e AvtoRadio.

## Tracce
Testi e musiche di Dmitrij Loren.
1. Topit – 3:55

## Classifiche

### Classifiche settimanali
| Classifica (2024-25) | Posizione massima |
| -------------------- | ----------------- |
| Bielorussia          | 15                |
| Estonia              | 95                |
| Kazakistan           | 3                 |
| Moldavia             | 6                 |
| Russia               | 3                 |

### Classifiche di fine anno
| Classifica (2024) | Posizione |
| ----------------- | --------- |
| Russia            | 148       |